# Cataratas Multnomah

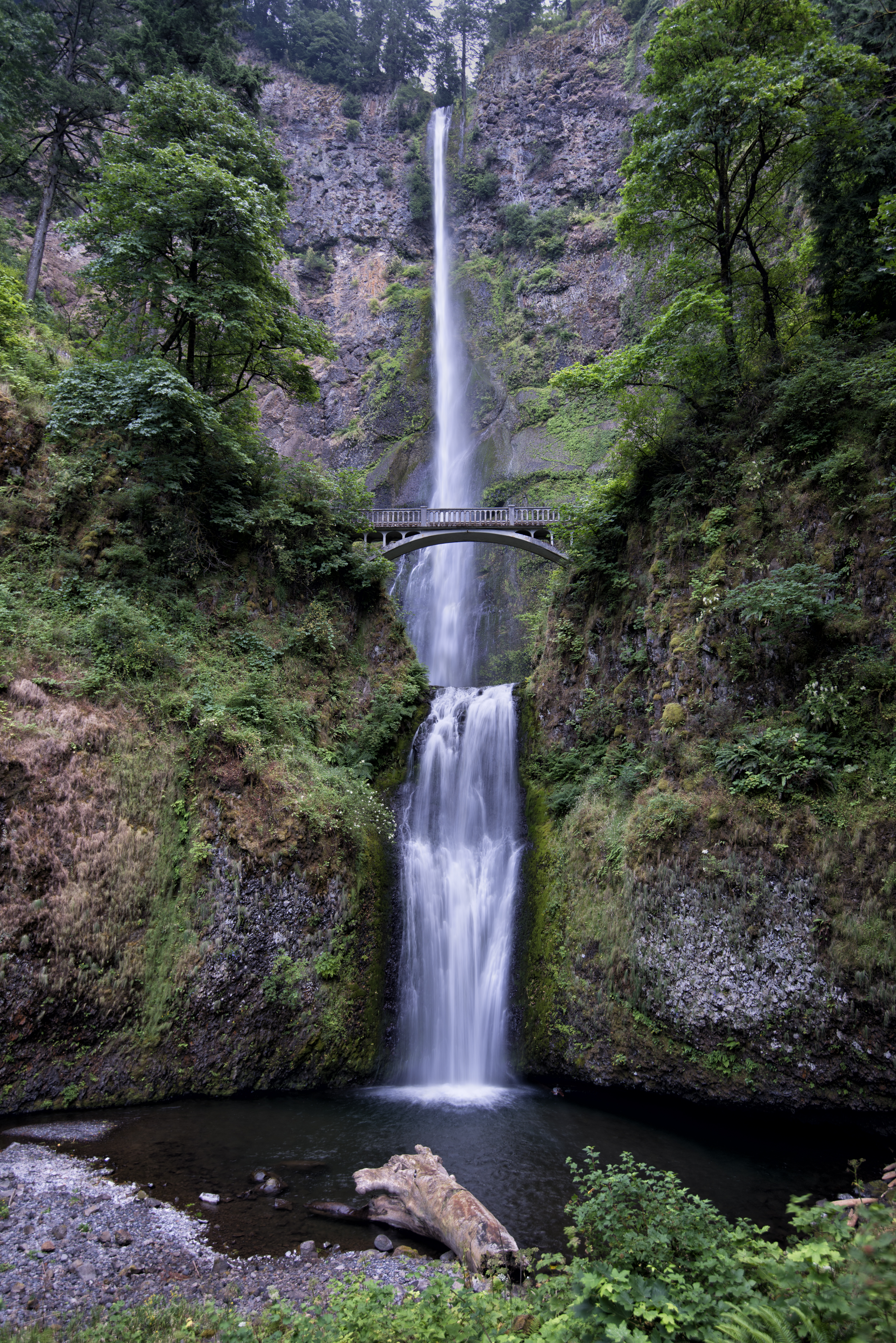
Cataratas Multnomah

As Cataratas Multnomah (em inglês:  Multnomah Falls) são quedas de água no Oregon, nos Estados Unidos da América, a leste de Troutdale. As quedas caem em duas grandes etapas, divididas em uma parte superior de 165 m (542 pés) e uma menor de 21 metros (69 pés), com uma diferença de 3 m na elevação entre as duas etapas, de modo que a altura total da cascata é de 189 metros (620 pés). As Cataratas Multnomah são as mais altas quedas de água do estado de Oregon.